# ان‌جی‌سی ۱۸۰۷
ان‌جی‌سی ۱۸۰۷ (انگلیسی: NGC 1807) یک ستاره در مرز صورت فلکی شکارچی و ثور در نزدیکی خوشه باز ان‌جی‌سی ۱۸۱۷ است. این ستاره اندازه ظاهری ۵.۴ اینچ و قدر ظاهری ۷.۰ دارد.